# ヘンリー・M・ジャクソン
ヘンリー・マーティン・"スクープ"・ジャクソン（Henry Martin "Scoop" Jackson, 1912年5月31日 - 1983年9月1日）は、アメリカの政治家。連邦下院議員（1941年 - 1953年）、連邦上院議員（ワシントン州選出、1953年 - 1983年）。所属政党は民主党。下院ではインディアン（ネイティブ・アメリカン全体は含まない）問題委員長（1945年 - 1947年）、上院では内務委員長（1965年 - 1977年）、エネルギー・天然資源委員長（1977年 - 1981年）を歴任。愛称はスクープ。

## 経歴
ワシントン州エヴァレット生まれ。ワシントン大学を卒業後、ワシントン大学のロー・スクールに入学する。1935年にJ.Dを取得し、エヴァレットの法律事務所に就職した。1938年には26歳でスノホミッシュ郡の検事に選出され、1940年まで務める。検事に在任中は、犯罪組織の資金源となっていた酒類の密造と違法なギャンブルを厳しく取り締まり、名声を得た。
1940年、ワシントン州第二区から民主党員として下院議員に立候補、当選を果たす。第二次世界大戦中は、陸軍に入隊し従軍。1945年、コペンハーゲンで開かれた国際海洋会議にアメリカ代表団の一人として参加。1946年にシアトルで開かれた際には議長を務めた。下院議員在職中、防衛問題と核エネルギー問題についての造詣を深め、次第にこの方面の専門家として見られるようになった。1952年には上院議員選挙に立候補し、現職のヘンリー・ケインを破り当選する。以後1983年に没するまで、上院議員として活躍する。上院議員としては国防・安全保障政策、エネルギー政策、環境政策の専門家、権威として声望を高めた。
1954年のマッカーシー公聴会から、1970年代のデタント期まで国防政策、安全保障政策に積極的に関わり、注目に値する提言を続けた。これらの活動に関しては、「ジャクソンの与えた影響」の項を参照されたい。彼は上院軍事委員会の主要なメンバーの一人で、1981年に民主党が野党に移行して以降は、同委員会で民主党を代表する立場にあった。とりわけ核兵器の問題に精通しており、情報委員会のメンバーでもあった。
ジャクソンは、また環境保護がまだ大きくクロースアップされていない時期から環境保護に取り組んだ。彼は1960年代に制定された数々の環境保護立法の成立に関して、主導的な役割を果たした。その一例として、画期的な全国環境保護政策法（National Environmental Policy Act）が挙げられる。さらに全米の多くの自然環境に恵まれた地域を、国立公園として保護する立法を行った。
エネルギー政策の面でも、1970年代に制定された法案の提出、成立を主導した。これらは主にオイルショックとそれに伴うエネルギー危機を背景にしたものであった。ジャクソンは原子力エネルギーの利用に関して積極的であり、上下両院合同の原子力エネルギー委員会のメンバーであった。
ジャクソンは全国的にもよく知られた有力な上院議員であり、1960年には民主党全国委員長に就任してジョン・F・ケネディの大統領選挙キャンペーンを支えた。さらに1972年と1976年には大統領候補として民主党予備選に臨んだが、いずれの場合も敗れている。
ジャクソンのあだ名、スクープは当時の4コマ漫画の主人公に由来する。彼は軍需産業との密接なつながりにより、しばしば軍産複合体の典型的代理人と批判された。とりわけボーイング社との関係は有名で、「ボーイングから来た上院議員」と揶揄された。。このことは彼のタカ派的主張と深いかかわりがある。

## ジャクソンの与えた影響
上述のように、ジャクソンは国防･安全保障政策の専門家として知られていた。そのスタンスは、反共的で強硬なものであった。彼はデタント政策に一貫して反対しており、特にSALT IIには強硬に反対した。さらに、1974年の貿易法の審議に際し、いわゆるジャクソン･ヴァニク修正条項を提案した。このときの共同提案者は、チャールズ･ヴァニク下院議員（民主党、オハイオ州選出）である。これは、市場主義経済をとらない国々、移民の自由を制限している国々との通商を基本的に禁ずるものであり、主にソ連圏、共産圏を念頭においていた。
このように対外的な強硬姿勢、アメリカの自由民主主義を全世界的に広めるという目的のためには軍事的な手段をも用いるというのが彼のスタンスであり、冷戦リベラルの代表格に挙げられている。こうしたスタンスは、いわゆる「ネオコン」に通ずるものがある。事実、「ネオコン」の創始者とされるアーヴィング・クリストルはジャクソンが結成した民主的多数派連合の副議長であり、リチャード・パール、ポール・ウォルフォウィッツ、ダグラス・ファイスといった「ネオコン」人脈の中心的人物も、70年代にジャクソンの下で働いていた（1）。このことから、ジャクソンを「ネオコン」の源流の一人とみなす傾向が強い。事実、パールは自身が共和党員と看做されるのには不服であり、「ジャクソン流民主党員」と呼ばれたいと語ったことがある。